# Petar Šarčević (redatelj)
Petar Šarčević (Subotica, 3. listopada 1935. - Zagreb, 12. prosinca 2001.) bio je hrvatski kazališni redatelj, kazališni kritičar, sveučilišni profesor, pisac pripovjedaka, esejist, putopisac i pjesnik rodom iz Bačke. Pored kazališnog, bavio se i TV-redateljstvom (televizijske serije "Kiklop", "Boltine zgode i nezgode", "Zdravo, o moj anđele" i "Bački Hrvati").
Prevodio je rusko pjesništvo.
Njegova kći je Ana Lederer, teatrologinja, intendantica HNK u Zagrebu i političarka.

## Životopis
U rodnom gradu pohađao je osnovnu i srednju školu (gimnazija). Daljnje školovanje, odnosno na studij krenuo je u Zagreb, na  Akademiju za kazališnu umjetnost, gdje je diplomirao režiju 1960. te na  Pravni fakultet, koji je diplomirao 1963.
Godine 1962. književni časopis "Rukovet" mu je objavio zbirku kazališnih kritika i književnih eseja „Od danas do sutra”. 
Kao kazališni redatelj, ostavio je iza sebe 110 ostvarenja, najviše za matični zagrebački  HNK (Drama i Opera),  zatim za Teatar &TD, teatar „Scena revolucije”,  Narodno kazalište „August Cesarec” iz Varaždina, Satirično kazalište „Jazavac”, Narodno kazalište iz Zadra,  Narodno kazalište iz Osijeka, Regionalno kazalište iz Virovitice,  Narodno kazalište iz Mostara, Video teatar te ina. Valja posebno naglasiti da je veliki broj režija ostvario i u  Hrvatskom narodnom kazalištu u Subotici te kasnije i u  Narodnom pozorištu u Subotici i u hrvatskoj drami i u drami na mađarskom jeziku.
Bio je i televizijskim  redateljem. Režirao je često za potrebe Televizije Zagreb. Bio je redateljem i TV-serija ("Kiklop", "Bački Hrvati"), a prilagođavao je i kazališne komade za televizijsko prikazivanje.
Redateljski je rad ostvario i na radiju, gdje je režirao radio-drame na Radio Zagrebu i Radio Beogradu.
Svojim djelima ušao je u antologiju proze bunjevačkih Hrvata iz 1971., sastavljača  Geze Kikića, u izdanju Matice hrvatske.
U sveučilišnoj karijeri, predavao je opernu glumu na Muzičkoj akademiji u Zagrebu.
Umro je u Zagrebu 2001., gdje je i pokopan.

## Kazališne i operne režije (izbor)
- "Iza zatvorenih vrata", Jean-Paul Sartre, 17. listopada 1959.;  Narodno pozorište, Subotica
- "Protekcija", Branislav Nušić, Korežija s Ljudevitom Galicom, 1. listopada 1961.,  Hrvatsko narodno kazalište u Zagrebu
- "Tajanstvena slika", Dano Nicodemi, Prva izvedba u Bosni i Hercegovini: 5. listopada 1963. Narodno pozorište Mostar
- "Nježne pjesme anđela", Jovan Ličina,  9. ožujka 1964.; Zagrebački kazališni studio, Hrvatsko narodno kazalište u Zagrebu
- "Andrea", Duško Roksandić, Praizvedba: 26. travnja 1964.; Mađarsko drama  Narodno pozorište, Subotica
- "Fedra", Jean Racine, 28. travnja 1964.;  Narodno pozorište, Subotica
- "Pesma", Oskar Davičo, 11. listopada 1964. Mađarsko drama  Narodno pozorište, Subotica
- "Glorija", Ranko Marinković, 9. listopada 1965. Mađarsko drama  Narodno pozorište, Subotica
- "Svoga tela gospodar", Slavko Kolar, 10. listopada 1966. Mađarsko drama  Narodno pozorište, Subotica
- "Hlače", Ferenc Dunai, (13. studenog 1966.);  Narodno pozorište, Subotica[4]
- "Zulumćar", Svetozar Ćorović, 7. veljače 1967.; Narodno pozorište Bosansk Krajine, Banja Luka,
- "Izazivam!", Henry Michaux, Prva hrvatska izvedba: 23. travnja 1967., Mala scena, Hrvatsko narodno kazalište u Zagrebu
- "Medeja", Euripid, (22. rujna 1967.);  Narodno pozorište, Subotica
- "Jedna cura sto nevolja" Matija Poljaković, 14. listopada 1969.,  Narodno pozorište, Subotica
- "Grička vještica", Marija Jurić Zagorka, 23. listopada 1969.;  Narodno pozorište, Subotica
- "Graničari" Josip Freudenreich i Petar Šarčević, (28. listopada 1970.),  Narodno pozorište, Subotica[5]
- "Dnevnik luđaka", Nikolaj Vasiljevič Gogolj, 13. studenog 1970. Mađarska drama  Narodno pozorište, Subotica
- "Doći će dan", Miroslav Feldman, 4. listopada 1972.; Regionalno kazalište u Virovitici
- "Dajte da se zagrlimo, Folleville", Eugene Labiche, 17. ožujka 1973.; Regionalno kazalište u Virovitici
- "Ne motaj se okolo gola golcata", Georges Feydeau, 17. ožujka 1973.; Regionalno kazalište u Virovitici
- "Hlače druga direktora", Ferencz Dunaj, 15. prosinca 1973.; Regionalno kazalište u Virovitici
- "U agoniji, Miroslav Krleža, 20. siječnja 1974.; Hrvatsko narodno kazalište u Varaždinu
- "Krvava svadba", Federico García Lorca, 1975.;  Crnogorsko narodno pozorište, Podgorica
- "Vučjak", Miroslav Krleža, 16. ožujka 1975.;  Hrvatsko narodno kazalište u Varaždinu
- "Svoga tela gospodar", Slavko Kolar,;  17. listopada 1976. Hrvatsko narodno kazalište u Varaždinu
- "Dom Bernarde Albe", Federico García Lorca, 6. listopada 1974.; Narodno kazalište u Zadru
- "Krvava svadba", Federico García Lorca, 30. rujna 1976., Hrvatsko narodno kazalište u Osijeku
- "Leda", Miroslav Krleža, 25. travnja 1978.; Narodno pozorište u Beogradu
- "Kaligula", Albert Camus, 11. svibnja 1979.; Narodno pozorište u Beogradu
- "Pelinovo", Žarko Komanin, Prva izvedba u Bosni i Hercegovini: 15. veljače 1980. Narodno pozorište u Mostaru
- "Rat i mir", Lav Nikolajevič Tolstoj, 24. lipnja 1980.; Narodno pozorište u Beogradu
- "Noćni putnik", Salah abd as-Sabur &  "Stijena", Fuad at-Takarli 12. travnja 1981.; Teatar &TD, Zagreb
- "Sablasti", Henrik Ibsen, 7. svibnja 1984.  Crnogorsko narodno pozorište, Podgorica
- "Ugledni gost", Fadil Hadžić, 25. travnja 1985.  Crnogorsko narodno pozorište, Podgorica
- "Tito govori", Drago Hedl, Praizvedba: 5. veljače 1985., Hrvatsko narodno kazalište u Osijeku
- "Kaligula", Albert Camus, 12. prosinca 1985., Hrvatsko narodno kazalište u Osijeku
- "Madama Butterfly", Giacomo Puccini, 1. veljače 1985.; Hrvatsko narodno kazalište u Osijeku
- "Šapat granatih ljepotana", Antun Petrušić, Praizvedba: 17. svibnja 1985. Hrvatsko narodno kazalište u Osijeku
- "U logoru", Miroslav Krleža, 6. prosinca 1987., Hrvatsko narodno kazalište u Osijeku
- "Nikola Šubić Zrinski", Ivan pl. Zajc, (prema režiji  Koste Spaića), 15. veljače 1990. Hrvatsko narodno kazalište u Osijeku
- "Leda", Miroslav Krleža, 25. ožujka 1990., Hrvatsko narodno kazalište u Osijeku
- "Ero s onoga svijeta", Jakov Gotovac, 10. studenog 1990./Obnova: 14. siječnja 1996.; Hrvatsko narodno kazalište u Osijeku

## Književna djela
- Od danas do sutra, eseji, 1962.

## Vanjske poveznice
- Petar Šarčević u internetskoj bazi filmova IMDb-u (engl.)
- Klasje naših ravni  Arhivirana inačica izvorne stranice od 3. listopada 2006. (Wayback Machine)
- Vjesnik on-line - Kultura[neaktivna poveznica] Umro Petar Šarčević
- eKumba AGRFT Slovenski spletni gledališki in filmski katalog
- Antologija proze bunjevačkih Hrvata  Arhivirana inačica izvorne stranice od 15. travnja 2008. (Wayback Machine)